# Delomerista frigida
Delomerista frigida là một loài tò vò trong họ Ichneumonidae.